# Lijst van beelden in Best
Dit is een (onvolledige) chronologische lijst van beelden in Best. Onder een beeld wordt hier verstaan elk driedimensionaal kunstwerk in de openbare ruimte van de Nederlandse gemeente Best, waarbij beeld wordt gebruikt als verzamelbegrip voor sculpturen, standbeelden, installaties, gedenktekens en overige beeldhouwwerken.
Voor een volledig overzicht van de beschikbare afbeeldingen zie de categorie Beelden in Best op Wikimedia Commons.
| Geplaatst | Omschrijving                                                                  | Kunstenaar                 | Straat                                     | Plaats | Materiaal | Afbeelding |
| --------- | ----------------------------------------------------------------------------- | -------------------------- | ------------------------------------------ | ------ | --------- | ---------- |
| 1956      | Joe Mann oorlogsmonument                                                      | Adr. Berntsen              | Sonseweg                                   | Best   | beton     |            |
| 1976      | Relatie I, II en III                                                          | Ruud Dijkers               | Willem de Zwijgerweg                       | Best   | staal     | Relatie    |
| 1984      | Joe Mann monument                                                             | A. Jacobs                  | Boslaan-Zuid, nabij het Wilhelminakanaal   | Best   | beton     |            |
| 1987      | Circulatie                                                                    | Jan de Baat                | Raadhuisplein                              | Best   | rvs       | Circulatie |
| 1998      | Vogels(1990)                                                                  | Antoinette Briët           | Raadhuisplein                              | Best   | brons     | Vogels     |
| 1994      | Gedenkteken voor de 15e Schotse Divisie die Best bevrijdde op 24 oktober 1944 | Antoinette Briët           | Hoofdstraat                                | Best   | brons     |            |
| 2009      | Mol                                                                           | Tom Claassen               | Stationstraat                              | Best   | brons     | Mol        |
|           | Sculptuur (paard)                                                             |                            | Golflaan, golfbaan                         | Best   | brons     | Paard      |
| 2017      | Het Konijn                                                                    | Tom Claassen               | Willem de Zwijgerweg / Prinses Beatrixlaan | Best   | polyester | Het Konijn |
| 2017      | Sculptuur Continuüm                                                           | Medewerkers Philips Campus | Ringweg / Brem                             | Best   | diverse   | Continuüm  |
| 2018      | Groot Nieuw Wit Beest                                                         | Tom Claassen               | Willem de Zwijgerweg / Oude Rijksweg       | Best   | polyester | Beest      |